# Tenzing Norgay
Tenzing Norgay (født 29. maj 1914 i Kharta-Dalen, Nepal, død 9. maj 1986 i Darjeeling, Indien) var en bjergbestiger og sherpa i Nepal. Sammen med Edmund Hillary nåede han som de første toppen af Mount Everest 29. maj 1953. Tenzing efterlod en plade chokolade, en pakke kiks og nogle bolsjer som en gave til guderne.
Tenzing kom fra en bondefamilie fra Khumbu i Nepal, tæt ved Mount Everest, som sherpaene kalder for Chomolungma. På det tidspunkt, hvor Tenzing besteg Mount Everest, var det den generelle opfattelse, at han var født og opvokset i Khumbu; men senere (engang i 1990'erne) blev det opklaret, at han faktisk var født og opvokset i Kharta-Dalen i Tibet, øst for Mount Everest, men at dette blev holdt skjult af politiske årsager.
Tenzings nøjagtige fødselsdato er ikke kendt, men han vidste med rimelig sikkerhed, at det var i maj, baseret på vejrforhold og landbrugsaktiviteter. Efter at han nåede op på toppen af Everest den 29. maj, besluttede han sig for fremover at fejre sin fødselsdag på denne dag.
Flere pandabjørne er opkaldt efter ham, også en panda San Franciscos dyrehave.